# داني فيربيك
داني فيربيك (بالهولندية: Danny Verbeek)‏ (15 أغسطس 1990 بسيرتوخيمبوس في هولندا - ) هو لاعب كرة قدم هولندي في مركز الهجوم. لعب مع دين بوستش وستاندارد لييج ونادي أوترخت وناك بريدا.

## وصلات خارجية
- داني فيربيك على موقع قاعدة بيانات كرة القدم.إي يو (الإنجليزية)
- داني فيربيك على موقع عالم كرة القدم.نت (الإنجليزية)